# Saa (A Pobra do Brollón)
Santa María de Saa és una parròquia del municipi gallec d'A Pobra do Brollón, a la província de Lugo. Limita amb les parròquies de Ferreiros i Trascastro al nord, Vilamor i Parada dos Montes a l'est, A Pobra do Brollón i Lamaigrexa al sud, i Castrosante a l'oest.
El 2015 tenia 108 habitants agrupats en 13 entitats de població: O Barrio, O Busto, Castelán, Covadelas, Fondorallo, Lebrón, Lourente, Penadexo, A Pousa, Pradelas, Teixeira, Vilariño i O Viñal.
Entre el seu patrimoni destaquen l'església de Santa María i la capella del San Vitoiro. Les festes se celebren el 15 d'agost en honor de la Verge Maria. També se celebra a la muntanya la romeria de San Vitoiro el 27 d'agost.